# M 01
Die M 01 ist eine ukrainische Fernstraße von „internationaler Bedeutung“ (ukr. Awtomobilnyj schljach mischnarodnoho snatschennja). Sie führt von Kiew aus in nördliche Richtung bis an die belarussische Grenze und ist ein Abschnitt der Europastraße 95. Zu sowjetischen Zeiten war sie Teil der M 20.

## Verlauf
| 0 km   | Kiew                                                 |
| 22 km  | Browary                                              |
| 32 km  | Grenze zur Oblast Tschernihiw                        |
| 50 km  | Koselez                                              |
| 91 km  | Kipti, Abzweigung der M02 Richtung Orjol bzw. Moskau |
| 128 km | Tschernihiw                                          |
| 164 km | Ripky                                                |
| 206 km | Grenze nach Belarus, Fortsetzung als M 8             |